# 글로벌 특선다큐
글로벌 특선다큐는 매주 일요일 오후 4시 50분부터 저녁 5시 40분까지 EBS 1TV에서 방송된 다큐멘터리 프로그램이다.

## 방송 시간
| 방송 채널 | 방송 기간                        | 방송 시간                                 | 방송 분량 |
| --------- | -------------------------------- | ----------------------------------------- | --------- |
| EBS 1TV   | 2019년 4월 3일 ~ 2019년 8월 14일 | 매주 수요일 밤 12시 50분 ~ 새벽 1시 40분  | 50분      |
| EBS 1TV   | 2019년 9월 1일 ~ 2020년 3월 29일 | 매주 일요일 밤 10시 25분 ~ 11시 15분      | 50분      |
| EBS 1TV   | 2020년 4월 4일 ~ 2022년 8월 21일 | 매주 주말 오후 4시 10분 ~ 저녁 5시        | 50분      |
| EBS 1TV   | 2022년 9월 3일 ~ 2023년 4월 2일  | 매주 토요일 오후 4시 ~ 4시 50분           | 50분      |
| EBS 1TV   | 2022년 9월 3일 ~ 2023년 4월 2일  | 매주 일요일 오후 4시 40분 ~ 저녁 5시 35분 | 55분      |
| EBS 1TV   | 2023년 4월 9일 ~ 현재            | 매주 일요일 오후 4시 50분 ~ 저녁 5시 40분 | 50분      |